# Haffsta och Vägersta
Haffsta och Vägersta var mellan 1990 och 2020 en av SCB avgränsad och namnsatt småort i Örnsköldsviks kommun, Västernorrlands län. Småorten omfattade bebyggelse i de två samhällena belägna i Själevads socken nära Överhörnäs. Vid avgränsningen 2020 klassades bebyggelsen som en del av tätorten Örnsköldsvik.